# روني نيلسن
روني نيلسن (بالنرويجية البوكمول: Ronny Nilsen)‏ هو منافس ألعاب قوى نرويجي، ولد في 7 مايو 1971 في برغن في النرويج.

## وصلات خارجية
- روني نيلسن على موقع الاتحاد الدولي لألعاب القوى (الإنجليزية)
- روني نيلسن على موقع أوليمبيديا (الإنجليزية)